# Xanthopachys atrosanguinea
Xanthopachys atrosanguinea là một loài bọ cánh cứng trong họ Chrysomelidae. Loài này được Bechyne & Springlova de Bechyne miêu tả khoa học năm 1976.